# Lijst van Dancesmashes in 1995
Deze hits waren in 1995 Dancesmash op Radio 538:
| Nr. | Bekendgemaakt op | Artiest                     | Titel                                          | Hoogste positie in Top 40 |
| --- | ---------------- | --------------------------- | ---------------------------------------------- | ------------------------- |
| 41  | 6 januari        | Bit Machine ft. Daisy Dee   | Somebody real                                  | 21                        |
| 42  | 13 januari       | Lipstick                    | Believe in miracles                            | Geen notering             |
| 43  | 20 januari       | Dominica                    | Gotta let you go                               | 34                        |
| 44  | 27 januari       | T.O.F.                      | Funk it up                                     | 5                         |
| 45  | 3 februari       | Grooveyard                  | Watch me now                                   | tip6                      |
| 46  | 10 februari      | Duke                        | So in love with you                            | 3                         |
| 47  | 17 februari      | Kathy Sledge                | Another star                                   | tip9                      |
| 48  | 24 februari      | Alex Party                  | Don't give me your life                        | 17                        |
| 49  | 3 maart          | E-Type                      | This is the way                                | 34                        |
| 50  | 10 maart         | Cappella                    | Don't be proud                                 | 20                        |
| 51  | 17 maart         | Nightcrawlers               | Push the feeling on (New MK mixes for '95)     | 4                         |
| 52  | 24 maart         | 2 Brothers on the 4th Floor | Fly through the starry night                   | 7                         |
| 53  | 31 maart         | The Bucketheads             | The bomb! (These sounds fall into my mind)     | 12                        |
| 54  | 7 april          | JX ft. Shèna                | You belong to me                               | 11                        |
| 55  | 14 april         | Lick ft. Kentucky Martha    | I'm the girl of your dreams                    | 19                        |
| 56  | 21 april         | I.I. Simmons                | It's raining men                               | Geen notering             |
| 57  | 28 april         | Tony Di Bart                | Why did ya                                     | tip6                      |
| 58  | 5 mei            | Eve Gallagher               | You can have it all                            | Geen notering             |
| 59  | 12 mei           | Winx                        | Don't laugh                                    | 13                        |
| 60  | 19 mei           | Beverley Knight             | Flavour of the old school                      | Geen notering             |
| 61  | 26 mei           | La Bouche                   | Be My Lover                                    | 2                         |
| 62  | 2 juni           | Livin' Joy                  | Dreamer (The rollo big mix)                    | 30                        |
| 63  | 9 juni           | Everything But The Girl     | Missing (Todd Terry remix)                     | 3                         |
| 64  | 16 juni          | Wildchild                   | Legends of the dark black (Part 2)             | 30                        |
| 65  | 23 juni          | Pizzaman                    | Sex on the streets                             | 24                        |
| 66  | 30 juni          | Sin With Sebastian          | Shut up (And sleep with me)                    | 4                         |
| 67  | 7 juli           | Playahitty                  | The summer is magic (Remix)                    | 35                        |
| 68  | 14 juli          | Cappella                    | Tell me the way                                | 20                        |
| 69  | 21 juli          | 740 Boyz                    | Shimmy shake                                   | 10                        |
| 70  | 28 juli          | Herbie                      | I believe                                      | tip13                     |
| 71  | 4 augustus       | Corona                      | Try me out                                     | 32                        |
| 72  | 11 augustus      | Harry Cox                   | Nice & strong                                  | Geen notering             |
| 73  | 18 augustus      | De'lacy                     | Hideaway                                       | 27                        |
| 74  | 25 augustus      | Donna Summer                | I feel love (Rollo & Sister Bliss monster mix) | 26                        |
| 75  | 1 september      | Bit Machine                 | Any kind of vision                             | Geen notering             |
| 76  | 8 september      | The Original                | I luv U baby                                   | 25                        |
| 77  | 15 september     | Double Vision               | Knockin'                                       | 2                         |
| 78  | 22 september     | Oleta Adams                 | Never knew love                                | 18                        |
| 79  | 29 september     | L'Homme Van Renn            | The (Real) love thang                          | Geen notering             |
| 80  | 6 oktober        | Umboza                      | Cry India                                      | tip14                     |
| 81  | 13 oktober       | Morel's Grooves Part 8      | Officer where's your brother? (Get her)        | tip7                      |
| 82  | 20 oktober       | The O.T. Quartet            | Hold that sucker down '95                      | Geen notering             |
| 83  | 27 oktober       | Shauna Davis                | Get away                                       | Geen notering             |
| 84  | 3 november       | Nakatomi                    | Free                                           | 17                        |
| 85  | 10 november      | Ruffneck featuring Yavahn   | Everybody be somebody                          | 36                        |
| 86  | 17 november      | Pizzaman                    | Happiness                                      | Geen notering             |
| 87  | 24 november      | Moby                        | Bring back my happiness!                       | tip16                     |
| 88  | 1 december       | Duke                        | Make believeland                               | tip13                     |
| 89  | 8 december       | Corona                      | I don't wanna be a star                        | tip16                     |
| 90  | 15 december      | Skee-Lo                     | I wish                                         | 10                        |
| 91  | 22 december      | Raw Stylus                  | Believe in me                                  | Geen notering             |
| 92  | 29 december      | Celvin Rotane               | Push me to the limit                           | 34                        |

1994 ·
1995 ·
1996 ·
1997 ·
1998 ·
1999 ·
2000 ·
2001 ·
2002 ·
2003 ·
2004 ·
2005 ·
2006 ·
2007 ·
2008 ·
2009 ·
2010 ·
2011 ·
2012 ·
2013 ·
2014 ·
2015 ·
2016 ·
2017 ·
2018 ·
2019 ·
2020 ·
2021 ·
2022 ·
2023 ·
2024 ·
2025